# Premis Pollença de Literatura
Els Premis Pollença de Literatura són uns premis literaris, per a obres escrites en llengua catalana. Estan convocats per l'Àrea de Normalització Lingüística de l'Ajuntament de Pollença, Mallorca, en les modalitats de narrativa i de poesia.
Es convocaren per primera vegada l'any 2004 i romangaren actius fins al 2009. Foren recuperats l'any 2016.
La dotació dels premis, l'any 2021, era de cinc mil euros per al Premi Pollença de Narrativa i de dos mil cinc-cents euros per al Premi Pollença de Poesia, i la promoció de la publicació de les obres guanyadores per l'Ajuntament de Pollença.

## Guanyadors del Premi Pollença de Narrativa
- 2004 - Miquel Àngel Vidal, per Encara que sents com creix la nit.[1]
- 2005 - Sebastià Bennasar i Llobera, per Els blaus de l’horitzó.[5]
- 2006 - Desert.[6]
- 2007 - Annabel Cervantes Muñoz, per Ocell de mar endins.[7]
- 2008 - Glòria Llobet, per D'Àger a Katmandú.[8]
- 2009 - Ex aequo: Joan Pons Pons, per Gossos de pluja, i Tomeu Matamalas Grimalt, per L'illa d’Antígona.[9]
- 2016 - Joan Pons Bover, per Un incendi al paradís.[3]
- 2017 - Jaume Pons Lladó, per Una pluja pertinaç.[10]
- 2018 - Desert.
- 2019 - Joan Mayans Planells, per El futur no és el que era.[11]
- 2020 - Sandra Freijomil, per Les mares no abandonen.[12]
- 2021 - Aina Riera Serra, per Ran de bàratre.[13]
- 2022 - Oscar M. Pich, per Tròpic de Myanmar.[14]
- 2023 - Francesc Puigpelat per L'avenc de Joshua[15]
- 2024 - desert[15]

## Guanyadors del Premi Pollença de Poesia
- 2005 - Jaume Mesquida, per Declivi de la mirada.[5]
- 2006 - Jaume Bosquet, per La mateixa història.[6]
- 2007 - Hilari de Cara, per Postals de cendres.[7]
- 2008 - Meritxell Cucurella-Jorba, per Intemperància roig encès.[8]
- 2009 - Jaume Oliver Ferrà, per Amb un mapa del tresor.[9]
- 2016 - Marcel Riera i Bou, per Altres veus.[3]
- 2017 - Raquel Santanera Vila, per De robots i màquines o un nou tractat d'alquímia.[16]
- 2018 - Joan Carles González Pujalte, per Traqueotomies.
- 2019 - Elm Puig Mir, per Mentre mastegues la matèria.[11]
- 2020 - Josep Gerona, per El no-res perdura sempre.[12]
- 2021 - Miquel Àngel Mas Mas, per Camps dalladors.[13]
- 2022 - Tomeu Caldentey Julià, per Boscúria.[14]
- 2023 - Begonya Pozo, per Arrel[15]
- 2024 - Lídia Gázquez Olivares, per Nuuk[15]